# Curador
|  | No s'ha de confondre amb curadors. |

El curador o en llatí curator era una figura jurídica legal romana establerta per la llei Plaetoria establerta l'any 263 aC a proposta del tribú de la plebs Marc Pletori Plauci (o potser Letori Plauci).
Eren persones designades pel pretor o altres magistrats, encarregades de vetllar pels béns d'una sèrie de ciutadans que per les seves característiques no es podien ocupar correctament de les seves propietats. Entre aquestes persones es contemplaven els menors d'edat, entre 12-14 anys i els 25, que era quan s'assolia la majoria d'edat, els ximplets declarats incapaços, els fills pròdigs, si tenien una interdicció familiar i un tipus especial de persones, les que s'havien casat abans dels 25 anys.
La supervisió dels menors es donava perquè quan un jove arribava a la pubertat ja era sui juris (sota el seu dret) i s'escapava de la tutela del seu tutor, es considerava que ja era prou gran com per assumir determinats drets: es podria casar i convertir-se en paterfamilias, estava obligat al servei militar, tenia dret a vot als comicis i podia exercir càrrecs públics. També tenia la gestió dels seus propis negocis. Però aviat es va considerar necessari donar a aquestes persones una certa protecció legal contra els negociants sense escrúpols, ja que el seu desconeixement dels negocis sovint els portaven a pèrdues importants. La lex Plaetoria, sense interferir amb el principi de que la plena capacitat jurídica s'aconseguia amb la pubertat, sembla que establia en primer lloc la distinció entre minoria d'edat i major edat, i protegia els menors sotmetent a un judici públic o a qualsevol que els enganyés de manera fraudulenta. Això ho explica Ciceró. En cas de condemna el culpable havia de pagar una multa. Esmenes posteriors a la llei determinaven que els menors que volguessin tenir tractes amb altres persones sobretot en préstecs, eren obligats a tenir un curador.
Aquesta institució dona lloc a la moderna curatela.